# Antheraea
Antheraea là một chi bướm đêm thuộc họ Saturniidae. Nhiều loài thuộc chi này có sâu bướm sản xuất tơ tự nhiên có giá trị thương mại quan trọng. Thường được gọi là "tơ tussah", loài bướm này được gọi là bướm đêm tussah theo sợi tơ của nó.

## Các loài
- Antheraea alleni Holloway, 1987
- Antheraea andamana Moore, 1877[cần kiểm chứng]
- Antheraea assamensis – Assam Silkmoth, Muga Silkworm
- Antheraea broschi Naumann, 2001
- Antheraea brunei Allen & Holloway, 1986
- Antheraea celebensis Watson, 1915
- Antheraea cernyi Brechlin, 2002[cần kiểm chứng]
- Antheraea cihangiri
- Antheraea cordifolia Weymer, 1906[cần kiểm chứng]
- Antheraea diehli
- Antheraea exspectata
- Antheraea formosana Sonan, 1937[cần kiểm chứng]
- Antheraea frithi Moore, 1858[cần kiểm chứng]
- Antheraea godmani (Druce, 1892)[cần kiểm chứng]
- Antheraea harndti Naumann, 1999[cần kiểm chứng]
- Antheraea helferi
- Antheraea insularis Watson, 1913[cần kiểm chứng]
- Antheraea jana
- Antheraea kelimutuensis U.Paukstadt, L.H.Paukstadt & Suhardjono, 1997[cần kiểm chứng]
- Antheraea korintjiana
- Antheraea larissa
- Antheraea meisteri Brechlin, 2002[cần kiểm chứng]
- Antheraea mezops Bryk, 1944[cần kiểm chứng]
- Antheraea montezuma (Sallé, 1856)[cần kiểm chứng]
- Antheraea moultoni
- Antheraea mylitta (Drury, 1773)[1]
- Antheraea oculea[cần kiểm chứng]
- Antheraea paphia[2]
- Antheraea pernyi – Chinese Tussah Moth, Temperate Tussah Moth
- Antheraea pelengensis Brechlin, 2000[cần kiểm chứng]
- Antheraea platessa Rothschild, 1903[cần kiểm chứng]
- Antheraea × proylei (A. pernyi male × A. roylei female)
- Antheraea polyphemus – Polyphemus Moth
- Antheraea ranakaensis U.Paukstadt, L.H.Paukstadt & Suhardjono, 1997[cần kiểm chứng]
- Antheraea rosieri (Toxopeus, 1940)[cần kiểm chứng]
- Antheraea roylei (Moore, 1859)[cần kiểm chứng]
- Antheraea salthi Stack, 1884[cần kiểm chứng]
- Antheraea sumbawaensis Brechlin, 2000[cần kiểm chứng]
- Antheraea tenggarensis Brechlin, 2000[cần kiểm chứng]
- Antheraea yamamai – Japanese Oak Silkmoth, Japanese Silk Moth

## Footnotes
1. ↑  "The "tasar" silkworm". Bản gốc lưu trữ ngày 13 tháng 4 năm 2009. Truy cập ngày 21 tháng 1 năm 2011.
2. ↑  Produces Tassar silk in India